# موزه خانگی عظیم عظیم‌زاده
موزه خانگی عظیم عظیم زاده (به ترکی آذربایجانی: Əzim Əzimzadənin ev-muzeyi) در سال ۱۹۶۸ در باکو، پایتخت آذربایجان تأسیس شد. 

## درباره موزه
۲۰۰۰ اشیای نمایشی در مخزن موزه وجود دارد. نمایشگاه موزه خانگی عظیم عظیم زاده شامل ۶ اتاق می‌شود. اینجا نقاشی‌هایی که، وی به ۴ سبک کشیده است، در معرض نمایش گذاشته شده‌است. آن اثار به شرح ذیل است: 
- کاریکاتورها
- پرتره ها
- نقوش
- منظره پردازی

۲۳۲ نقاشی و ۳ آلبوم عظیم عظیم‌زاده در موزه ملی هنر جمهوری آذربایجان به نمایش گذاشته شده‌است. 
۴۹۹ نگارگری مصور نیز در موزه دولتی تئاتر آذربایجان به نام جعفر جبارلی مورد نگهداری قرار می گیرد. 
نقاشی‌های کشیده شده از سوی نگارگر مذکور همچون « پرتره فضولی»، «پرتره جلال‌الدین رومی»، «روزه آوارگان»، «درخت توت»، «اعدام نسیمی» و غیره... از جمله آشیای نمایشی می‌باشند که، در موزه به نمایش درآمده‌اند. 